# HMS Sunflower (K41)
HMS Sunflower (K41) je bila korveta razreda flower Kraljeve vojne mornarice, ki je bila operativna med drugo svetovno vojno.

## Zgodovina
Sunflower velja za najuspešnejšo ladjo svojega razreda, saj je 29. oktobra 1943 sodelovala pri potopitvi nemške podmornice U-282 in samostojno potopila še dve podmornici: 17. oktobra 1943 U-631 in 5. maja 1943 U-638. Avgusta 1947 so ladjo razrezali v Hayleju.